# Plaatsen van herinnering
Plaatsen van herinnering is de Nederlandse door Uitgeverij Bert Bakker in 2005 en 2006 uitgegeven vierdelige boekenreeks geïnspireerd op de baanbrekende reeks Les Lieux de mémoire (7 delen, 1984-1992) van de Franse historicus Pierre Nora.
De Nederlandse reeks beperkt zich tot fysieke plaatsen van herinnering, dit in tegenstelling tot het Franse voorbeeld waarin ook plaatsen in overdrachtelijke zin zijn behandeld. De Nederlandse reeks staat onder hoofdredactie van Henk Wesseling.
De deelredacties worden gevormd door Wim Blockmans, Herman Pleij, Maarten Prak, Marita Mathijsen, Jan Bank en Wim van den Doel.

## Delen
- Nederland van prehistorie tot beeldenstorm.
- Nederland in de zeventiende en achttiende eeuw.
- Nederland in de negentiende eeuw.
- Nederland in de twintigste eeuw.